# ديك بيرك
ديك بيرك (بالإنجليزية: Dick Burke)‏ (28 أكتوبر 1920 في المملكة المتحدة - 1 يناير 2004) هو لاعب كرة قدم بريطاني (وحمل سابقاً جنسية المملكة المتحدة لبريطانيا العظمى وأيرلندا) في مركز الدفاع. لعب مع نادي بلاكبول ونادي كارلايل يونايتد ونيوكاسل يونايتد وأشتون يونايتد وDroylsden F.C. ‏.